# Babsk
Babsk este un sat în centrul Poloniei, în voievodatul Łódź, județul Rawa Mazowiecka.
Are o populație de 690 loc. (2005).